# بيرسيا (نيويورك)
بيرسيا (بالإنجليزية: Persia, New York)‏ هي بلدة أمريكية تقع في الولايات المتحدة في مقاطعة كاتاروغوس، نيويورك. يقدر عدد سكانها بـ 2,404 نسمة ومساحتها 54.4 كم2 وترتفع عن سطح البحر 408 متر.